# زک پرلمن
زَک پرلمن (انگلیسی: Zack Pearlman؛ زادهٔ ۱۹ مهٔ ۱۹۸۸) یک هنرپیشه اهل ایالات متحده آمریکا است. وی از سال ۲۰۱۰ میلادی تاکنون مشغول فعالیت بوده‌است.

## گزیده فیلمشناسی
از فیلم‌ها یا برنامه‌های تلویزیونی که وی در آن نقش داشته‌است می‌توان به آثار زیر اشاره کرد.
- تابستان جزیره استاتن (۲۰۱۴)
- کارآموز (فیلم ۲۰۱۵) (۲۰۱۵)
- اجتماع (مجموعه تلویزیونی) (۲۰۱۳)
- بی‌شرم (مجموعه تلویزیونی آمریکایی) (۲۰۱۶–اکنون)
- چرا او؟ (۲۰۱۶)